# Brazil Challenger 2010
Il Brazil Challenger 2010, noto come Copa Petrobras São Paulo per motivi di sponsorizzazione, è un torneo professionistico di tennis maschile giocato sulla terra rossa, che faceva parte dell'ATP Challenger Tour 2010. Si è giocato a San Paolo in Brasile dal 25 al 31 ottobre 2010.

## Partecipanti

### Teste di serie
| Nazionalità | Giocatore               | Ranking* | Testa di serie |
| ----------- | ----------------------- | -------- | -------------- |
| Brasile     | Thomaz Bellucci         | 27       | 1              |
| Spagna      | Rubén Ramírez Hidalgo   | 86       | 2              |
| Portogallo  | Rui Machado             | 106      | 3              |
| Brasile     | João Souza              | 107      | 4              |
| Spagna      | Albert Ramos Viñolas    | 123      | 5              |
| Cile        | Nicolás Massú           | 125      | 6              |
| Kazakistan  | Jurij Ščukin            | 127      | 7              |
| Spagna      | Daniel Muñoz de la Nava | 134      | 8              |

- Ranking al 18 ottobre 2010.

### Altri partecipanti
Giocatori che hanno ricevuto una wild card:
- Thomaz Bellucci
- Tiago Fernandes
- Christian Lindell
- Augusto Meirelles
- Paul Capdeville (special entry)

Giocatori passati dalle qualificazioni:
- Thomas Cazes-Carrère
- Nicolas Devilder
- Tiago Lopes
- Maxime Teixeira
- Eladio Ribeiro Neto (Lucky loser)

## Campioni

### Singolare
Marcos Daniel ha battuto in finale  Thomaz Bellucci, 6–1, 3–6, 6–3

### Doppio
Franco Ferreiro /  André Sá hanno battuto in finale  Rui Machado /  Daniel Muñoz de la Nava, 3–6, 7–6(2), [10–8]